# Голографічна пам'ять
Голографічна пам'ять — це потенційно можлива заміна технології підвищення обсягу даних, що перевищує застосовувану зараз у магнітних і оптичних носіях. У них (а також на flash-носіях) дані записуються на один-два шари за допомогою окремих пітів. У голографічній пам'яті дані можна записувати в усьому об'ємі пам'яті завдяки різним кутам нахилу лазера.
Крім того, на відміну від звичайної магнітної або оптичної пам'яті, де одночасно може йти запис тільки одного піта даних, голографічна пам'ять дозволяє використовувати мільйони одночасних потоків запису, збільшуючи швидкість запису і читання у відповідну кількість разів.